# Salacia vernicosa
Salacia vernicosa är en benvedsväxtart som beskrevs av Lombardi. Salacia vernicosa ingår i släktet Salacia och familjen Celastraceae. Inga underarter finns listade.